# Atterrissement

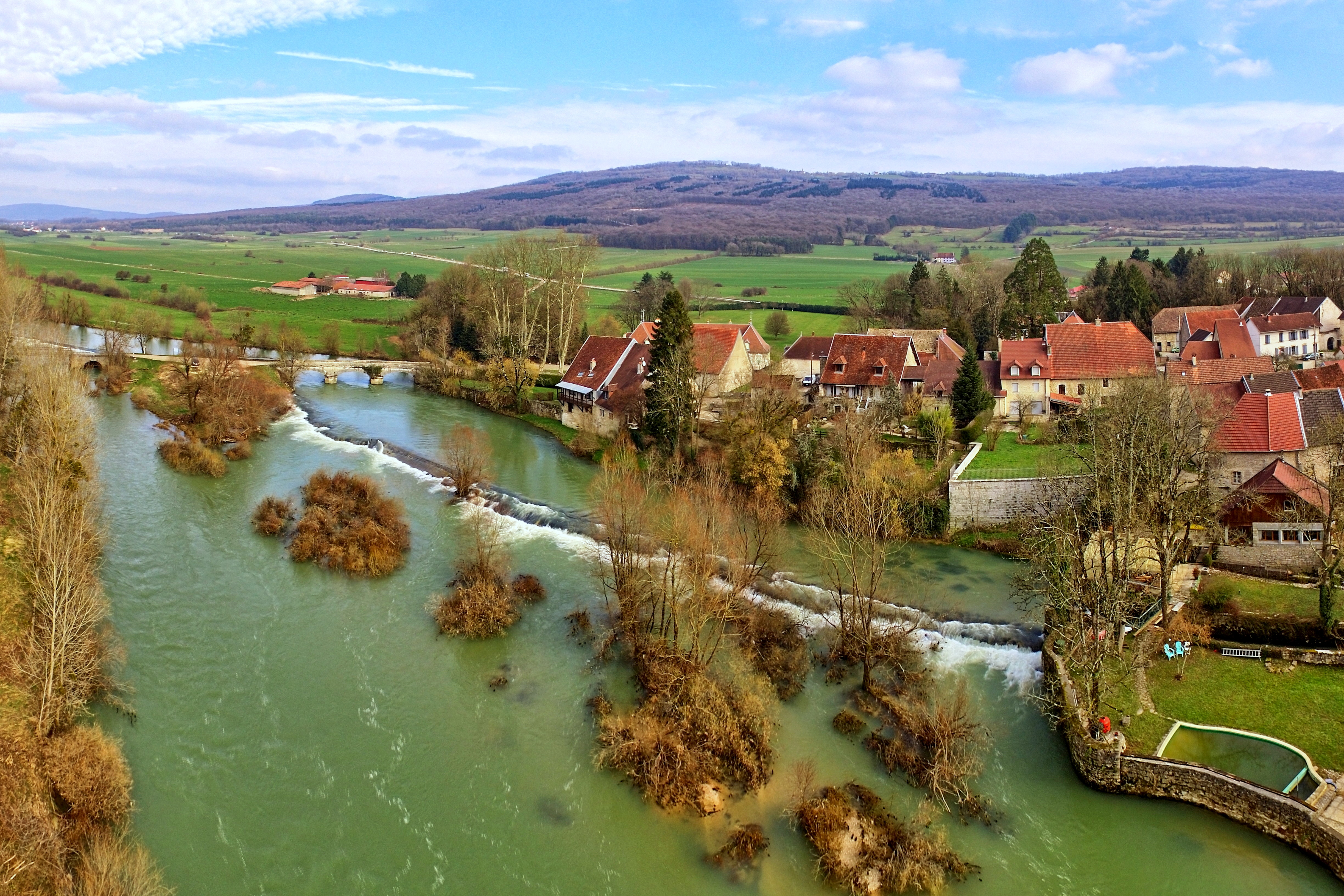
Atterrissements à Rennes-sur-Loue, sur la Loue.

Un atterrissement (ou alluvionnement, en anglais aggradation) est un terme géologique et de droit qui désigne un amas de terre, de sable, de graviers, de galets apportés par les eaux et qui s'est formé par sédimentation le long d'un rivage ou d'une rive. Il consiste en vase, limon – « alluvion » a une signification géologique mais aussi juridique – que la mer ou les fleuves apportent progressivement le long d'un rivage ou d'une rive. On dit qu'une prairie s’« accroit » par atterrissements. La propriété des atterrissements et accrues est réglée par la loi.

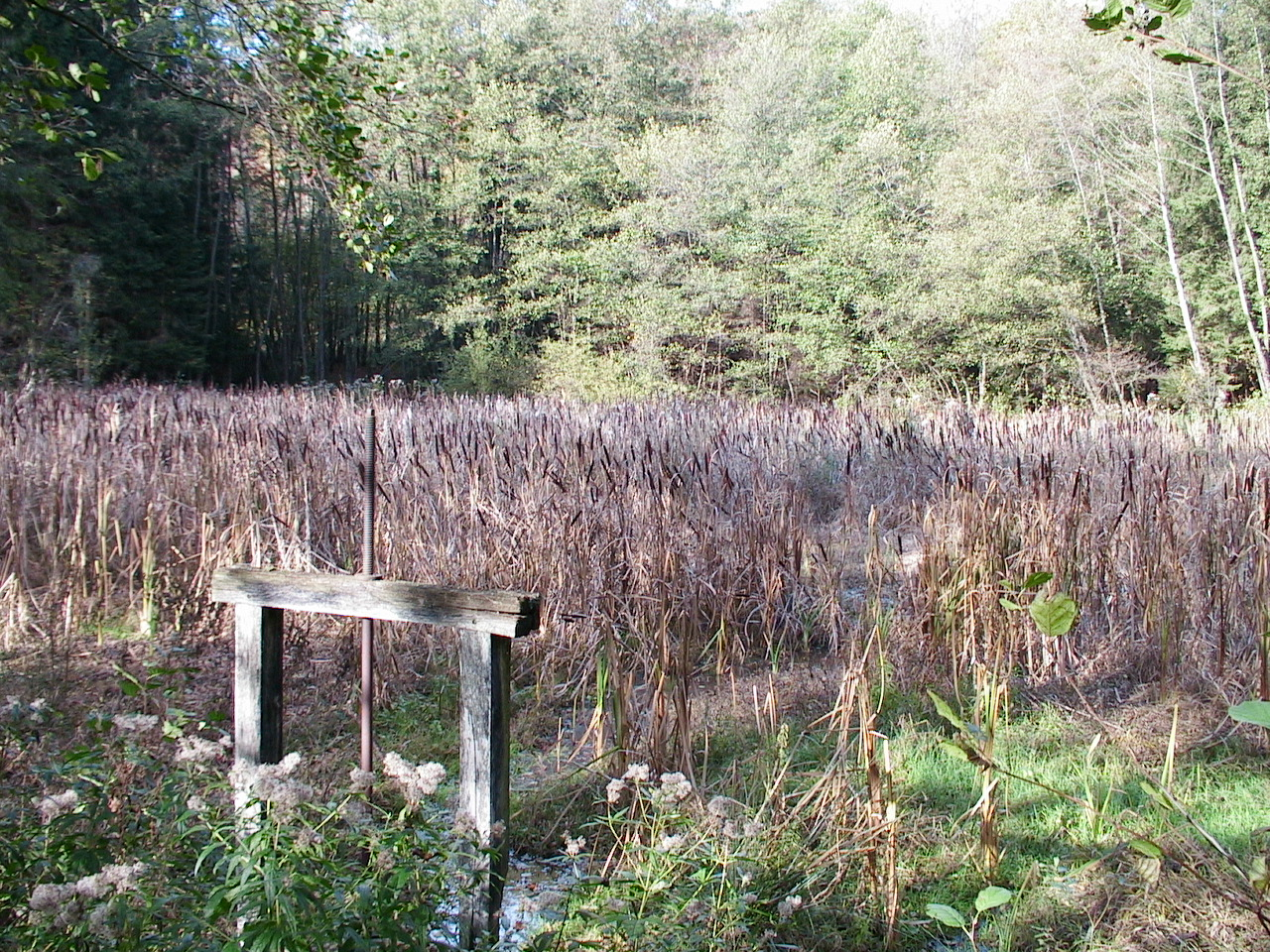
Les roseaux tendent naturellement à envahir certains fossés, ou les étangs peu profonds ou envasés, en poussant de la périphérie vers le centre. Ce phénomène nommé « atterrissement » est à l'origine de la constitution des tourbières alcalines.

Cet atterrissement peut être favorisé de manière naturelle par les roselières et phragmitaies par exemple, grâce aux rhizomes. Autour des plans d'eau les zones humides – (marécages, marais, tourbières – constituent une transition zonée entre les surfaces toujours en eau et les milieux terrestres. Les zones humides sont associées à des colmatages progressifs, et donc à des exondations périodiques.  La végétation sert de piège à sédiments. À la fin de chaque cycle végétatif, les vieilles feuilles, les tiges, les fruits viennent se piéger dans l'enchevêtrement des végétaux. Peu à peu se constitue de la matière en décomposition lente, agent d'exhaussement. La roselière gagne progressivement sur les espèces d'eau comme les nénuphars ou le Apium nodiflorum, le faux cresson de fontaine. Ainsi la profondeur d'eau diminue; phragmitaies et roselières préparent le terrain pour les espèces qui vivent au sec telles oseraies, saulaies et aulnaies. L'atterrissement est d'autant plus rapide que le volume d'eau en jeu est faible. Au XVIIIe siècle, un cultivateur actif et éclairé peut utiliser les accrues dès la première année de leur création, en les plantant de saules (osiers), de chalefs, de roseaux des marais, de massettes, de rubaniers, de roseaux des sables, d'iris des marais ou autres plantes aquatiques ou areneuses à racines traçantes, qui retiennent les terres, rassemblent la vase et favorisent singulièrement par ces moyens l'élévation et l'amélioration du sol. Les terrains provenant des accrues lorsqu'on les abandonne à la nature peuvent rester des siècles avant de devenir cultivables, parce que l'eau leur enlève souvent en quelques heures ce qu'elle leur avait donné en un grand nombre d'années.
Le phénomène d'atterrissement d'un polder est naturel : il est dû au fait qu'il n'y a plus suffisamment de courant dans le polder pour chasser vers la mer une partie de la vase du marais. Celle-ci se dépose sur le fond, souvent arrêtée par les racines des plantes qui plongent dans les canaux et étangs, favorisant l'accumulation des particules sur lesquelles de nouvelles plantes peuvent s'implanter ; leurs racines piègeront à leur tour la vase, accentuant le phénomène.
Atterrissement désigne aussi l'action de transformer par élévation un terrain marécageux, un marais par accumulation de sédiments, par inondation volontaire. On dirige le cours des eaux pluviales ou celui d'une rivière sujette à devenir boueuse vers le lieu à élever et on dispose le terrain de manière à retenir ou faire écouler les eaux à volonté. Chaque orage, chaque crue de la rivière amène une petite portion de limon, qui se dépose sur le terrain et l’élève nécessairement. 
Les terres que l'atterrissement ajoute à une rive ou un rivage sont appelées en droit coutumier, puis en droit moderne, « accrue ». Elles appartiennent éventuellement au propriétaire par droit d'accroissement. Le droit distingue alluvion (alluvio) et avulsion. 
Le terme est utilisé dans les textes de lois du code civil français.